# 우라와 레드 다이아몬즈 레이디스
우라와 레드 다이아몬즈 레이디스(일본어: 浦和レッドダイヤモンズレディース 우라와 렛도 다이야몬즈 레디스[*], 영어: Urawa Red Diamonds Ladies)는 사이타마현 사이타마시를 연고로 하는 일본의 여자 축구 클럽으로 현재 WE 리그에 참여하고 있으며 1998년에 우라와 레드 다이아몬즈 산하 여자 축구 클럽으로 창설되었다.

## 성적
- 일본 여자 축구 리그 디비전1: 4회 우승 (2004, 2009, 2014, 2023), 2회 준우승 (2006, 2010)
- 황후배 전일본 여자 축구 선수권 대회: 4회 준우승 (2004, 2009, 2010, 2014)
- 나데시코 리그컵: 3회 준우승 (2007, 2010, 2017)
- AFC 여자 클럽 챔피언십: 우승 (2023)

## 역대 감독
| 감독            | 임기        |
| --------------- | ----------- |
| 다구치 요시노리 | 2001 ~ 2004 |
| 나가이 요시카즈 | 2006 ~ 2007 |

## 같이 보기
- 일본 축구 협회